# Simon (computadora)
Para el juego electrónico de mesa que emplea chips de computadora, ver Simon (juego).
El Simon era una computadora personal basada en relés, descrita por Edmund Berkeley en una serie de trece artículos publicados en la revista Radio-Electronics a partir de octubre de 1950 y comercializada posteriormente por su empresa; hasta 1959 se vendieron por $600 unas 400 unidades únicamente en EE. UU. Enfocada al propósito educativo para mostrar el concepto de computadora, aunque se le ha descrito como la "primera computadora personal", y así figura en el Guinness, realmente no podía ser utilizada para ninguna tarea práctica significativa por su muy limitada capacidad, lo que imposibilitaba su uso para cualquier propósito diferente a la formación, por lo que esta clasificación es muy cuestionable.

## Historia
El "Proyecto Simon" surgió a raíz del libro de Berkeley "Giant Brains, or Machines That Think" (Cerebros Gigantes, o Máquinas que Piensan), publicado en noviembre de 1949. Allí, el autor dijo:

Vamos a considerar ahora cómo podemos diseñar una máquina muy simple que va a pensar... Vamos a llamarlo Simon, como a su predecesor, Simón Simple... Simon es tan simple y pequeño, de hecho, podría ser construido para llenar menos espacio que una caja de la tienda de ultramarinos; sobre de 1 metro cúbico... Puede parecer que un modelo simple de un cerebro mecánico como Simon no es de gran utilidad práctica. Por el contrario, Simón tiene el mismo uso en la instrucción que un juego de experimentos químicos simples: estimular el pensamiento y la comprensión, y posibilitar el entrenamiento y desarrollar la habilidad. Un curso de formación sobre cerebros mecánicos podría muy bien incluir la construcción de un modelo simple de cerebro mecánico, como un ejercicio.
Edmund Berkeley

Posteriormente resumió su libro en forma de una serie de trece artículos en la revista Radio-Electronics a partir de octubre de 1950, centrándose en explicar su aparato principalmente. En noviembre de 1950, Berkeley escribió un artículo que tituló Simple Simon (Simón sencillo) para la revista Scientific American, donde describía los principios de la informática digital para el público en general. A pesar de la extrema de carencia de recursos del Simon (sólo podía trabajar con los números 0, 1, 2 y 3), Berkeley declaró en la página 40 que la máquina "poseyó las dos propiedades únicas que define cualquier cerebro mecánico real: podía transferir información automáticamente de uno cualquiera de sus 'registros' a cualquier otro, y podía realizar operaciones de razonamiento de longitud indefinida." Berkeley concluyó en su artículo que anticipaba el futuro:

Algún día incluso podemos tener computadoras pequeñas en nuestros hogares, extrayendo su energía de la línea de energía eléctrica como los refrigeradores o las radios... Pueden recordar cosas para nosotros que tendríamos problemas para recordar. Pueden calcular las operaciones financieras y los impuestos sobre la renta. Los escolares con trabajos pueden buscar su ayuda. Incluso pueden ejecutar y enumerar combinaciones de posibilidades que debemos tener en cuenta al tomar decisiones importantes. Podemos encontrar el futuro lleno de cerebros mecánicos trabajando para nosotros...
Edmund Berkeley

## Especificaciones técnicas
La arquitectura del Simon estaba basada en relés. Los programas se ejecutaban desde un lector de cinta de papel estándar, con cinco filas de agujeros para datos. Disponía de solo 6 registros de 2 bits (12 bits de memoria total). La ALU trabajaba también solo con 2 bits, sin posibilidad de dar resultados más largos. El usuario podía introducir datos vía papel perforado o por cinco interruptores en el tablero de control. El dato se mostraba a través de cinco bombillas.
La cinta perforada servía no sólo para entrada de datos, sino que con modificaciones se podía usar como almacenamiento de memoria. La máquina ejecutaba instrucciones en secuencia, conforme las leía de la cinta. Podía ejecutar cuatro operaciones: suma, negación, mayor que y selección.
Hubo una pequeña comunidad de usuarios del aparato, se sabe que realizaron modificaciones y ampliaciones del mismo.